# برگ‌پاتبارها
برگ‌پاتبارها (نام علمی: Coreini) نام یک تبار از زیرخانواده برگ‌پاییان است.